# Simon de Montfort, 6:e earl av Leicester

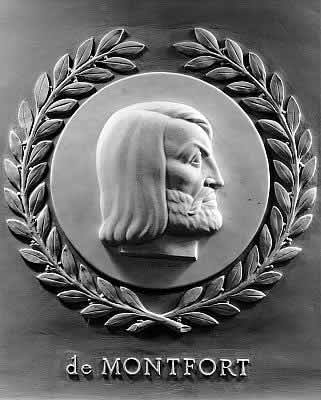
Simon de Montfort, 6:e earl av Leicester

Simon de Montfort, 6:e earl av Leicester, född 1208 i Montfort-l'Amaury i Frankrike, död 4 augusti 1265 i Evesham i Worcestershire, var ledare för baronernas uppror mot kung Henrik III av England. Han var kungens svåger som gift med Eleanor av England.

## Biografi
Simon de Montfort var den yngste sonen till den franske adelsmannen Simon de Montfort och Alix av Montmorency. Hans mormor var Amicia de Beaumont, den äldste medarvingen till earldömet Leicester och stora lantegendomar i England, men kung Johan tillät inte en fransman att äga sådana egendomar i England.
Som pojke följde Montfort sina föräldrar på faderns fälttåg mot katarerna. Han var med sin mor vid belägringen av Toulouse 1218, där fadern träffades i huvudet av en sten från en katapult och dog. Fadern efterträddes av hans äldre bror Amaury. En annan bror, Guy, dödades under belägringen av Castelnaudary 1220. Som ung man deltog Simon de Montfort troligen i Albigenserkorståget i början av 1220-talet.
1229 träffade de två överlevande bröderna Amaury och Simon en överenskommelse där Simon gav upp sina rättigheter i Frankrike och Amaury i sin tur gav upp sina i England. Eftersom Simon genom detta inte längre hade några band till den franske kungen kunde han framgångsrikt göra anspråk på sitt arv i England följande år, även om han inte fick dem fullt ut förrän några år senare, och inte än formellt betraktades som earl.